# المصور (أسماء الله الحسنى)
اسم الله المصور هو أحد أسماء الله الحسنى، ومعناه: الذي خلق خلقه كيف شاء، وصور جميع الموجودات ورتبها فأعطى كل شيء منها صورة خاصة وهيئة (( اجعل لكم من الطين كهيئة الطير ))(( فاذا نفخت فيه فقعوا له ساجدين )) لا علاقة للصورة بالهيئة لنقول صورة خاصة و هيئة فالهيئة من القادر و القدير و المقتدر شىروحاتها يمد ويقدر في تركيب الصورة .. الا ان حان اوان ان تكون الصورة هيئة كما ادم بعد ان سواه من طين فتركه قبل النفخ  .. (( في اي صورة ما شاء ركبك )) ما شاء مشتقه من شيء و مشيئة مفردة يتميز بها على اختلافها وكثرتها، وصوّر كل صورة لا على مثال احتذاه ولا رسم ارتسمه.
و الصور و التماثيل حرام بسبب ذلك و امر الله كن فيكون بسببه الاوتار حرام فسبحان المصور من خلق اسرافئيل و لقمه الصور فنفخ في الصور بإسم ربه المصور (( نفخ قي الصور نفخه واحدة )) الصور قرن مقرن يتقارن به 

## في القرآن الكريم
ذُكر في القرآن الكريم مرة واحدة في قوله تعالي:﴿هُوَ اللَّهُ الْخَالِقُ الْبَارِئُ الْمُصَوِّرُ لَهُ الْأَسْمَاءُ الْحُسْنَى يُسَبِّحُ لَهُ مَا فِي السَّمَاوَاتِ وَالْأَرْضِ وَهُوَ الْعَزِيزُ الْحَكِيمُ ۝٢٤﴾ ، وجاء بصيغة الفعل مرات فقال تعالي:«هُوَ الَّذِي يُصَوِّرُكُمْ فِي الْأَرْحَامِ كَيْفَ يَشَاءُ» «وَلَقَدْ خَلَقْنَاكُمْ ثُمَّ صَوَّرْنَاكُمْ ثُمَّ قُلْنَا لِلْمَلَائِكَةِ اسْجُدُوا لِآَدَمَ»  «وَصَوَّرَكُمْ فَأَحْسَنَ صُوَرَكُمْ وَإِلَيْهِ الْمَصِيرُ»

## الفرق بين الخالق والبارئ والمصور
- الخالق أي المبدع للخلق المخترع له على غير مثال سابق.
- البارئ أي المنشئ للأعيان من العدم إلى الوجود والبرء هو الفري وهو التنفيذ وإبراز ما قدره وقرره إلى الوجود.
- المصور أي الذي ينفذ ما يريد إيجاده على الصفة التي يريدها.[6]

قال ابن كثير :
| المصور (أسماء الله الحسنى) | الخلق: التقدير، والبرء: هو الفري وهو التنفيذ وإبراز ما قدره وقرره إلى الوجود، وليس كل من قدر شيئاً ورتبه يقدر على تنفيذه وإيجاده سوى الله عز وجل، قال الشاعر يمدح آخر: ولأنت تفري ما خلقت وبعــــــــــــض القوم يخلق ثم لا يفري قدر الجلاد ثم فرى، أي قطع على ما قدره بحسب ما يريده، وقوله تعالى: (الخالق البارئ المصور) أي الذي إذا أراد شيئاً قال له: كن فيكون على الصفة التي يريد، والصورة التي يختار كقوله تعالى: ﴿فِي أَيِّ صُورَةٍ مَا شَاءَ رَكَّبَكَ ۝٨﴾ [الانفطار:8] ولهذا قال: المصور، أي الذي ينفذ ما يريد إيجاده على الصفة التي يريدها. | المصور (أسماء الله الحسنى) |

## أقوال العلماء في اسم الله المصور
- قال الطبري:[8] «المصور أي الذي صور خلقه كيف شاء وكما شاء» وقال في تفسير قول الله تعالى ﴿الَّذِي خَلَقَكَ فَسَوَّاكَ فَعَدَلَكَ ۝٧ فِي أَيِّ صُورَةٍ مَا شَاءَ رَكَّبَكَ ۝٨﴾[9] أي صرفك وأمالك إلى أي صورة شاء.
- قال الزجاج: «المصور هو مصور كل صورة لا على مثال احتذاه ولا على رسم ارتسمه بل يصوره كيفما شاء سبحانه وتعالى».
- قال ابن كثير: «الخالق البارئ المصور أي الذي إذا أراد شيئا قال له كن فيكون على الصفة التي يريد والصورة التي يختار».
- قال الخطابي: "هو الذي أنشأ خلقه على صور مختلفة ليتعارفوا بها قال: وَصَوَّرَكُمْ فَأَحْسَنَ صُوَرَكُمْ[5]"